# Папазов, Жорж
Жорж Папазов (фр. Georges Papazoff, настоящее имя Георгий Панайотов Папазов (болг. Георги Панайотов Папазов); 2 февраля 1894, Ямбол, Болгария — 23 апреля 1972, Ванс, Франция) — болгарский и французский живописец-сюрреалист, писатель, бо́льшую часть жизни проживший во Франции.

## Биография
Георги (Жорж) Папазов родился 2 февраля 1894 года в городе Ямбол. В 1918 году окончил факультет ландшафтной архитектуры в Праге. В том же 1918-м, путешествуя по Европе, в Мюнхене принял участие в семинаре художника-авангардиста Ханса Хофмана. Впервые показал работы на выставке в Софии в 1919 году.
В 1921 году поселился в Берлине, где познакомился с австрийским экспрессионистом Оскаром Кокошкой и где впервые увидел работы Клее и русских конструктивистов. В 1924 году Папазов приезжает в Париж, близко сходится со своим соотечественником Паскином, а также с такими значимыми персонажами новой французской живописи, как Дерен и Вламинк. За короткий срок Папазов становится едва ли не ключевой фигурой на Монпарнасе, уже в 1925 году показывает работы в Салоне Независимых.
Во второй половине 1920-х годов его полуабстрактные, фантастические работы (которые стилистически были близки и Миро, и Максу Эрнсту) желали видеть на своих выставках сюрреалисты, но он отклонил предложение формально войти в группу, видя в них «закоренелых сектантов». Из сюрреалистов близко был знаком с Робером Десносом, а Марсель Дюшан показывал работы Папазова в художественных кругах Нью-Йорка.
В 1930 году он переезжает на Rue des Plantes (англ.), таким образом, став соседом Александра Колдера и Макса Эрнста. Совершает (1933—1934) турне по Европе, показывая свои работы в Югославии, Италии, Швеции, Чехословакии.
В 1934 году Папазов приехал на родину; художник даже собирался остаться там на постоянное жительство. Он пробыл в Болгарии около двух лет, и в это время был, с одной стороны, очень активен: открыл в мае 1934 года в галерее «Кооп» свою выставку, затем, в октябре 1935 года — ещё одну, сопроводив её шестью лекциями. С другой стороны, он подолгу уединяется в монастырях или в далёких деревнях. В эти месяцы отношения с болгарскими коллегами колебались от прохладных до враждебных (его новаторские вещи остались на родине непонятыми), и 14 июля 1936 года Папазов покидает Болгарию, на этот раз навсегда.
Вернувшись в Париж, он поселяется на Монмартре.
В 1952 году художник публикует автобиографическую повесть «Братья Дреновы» на французском языке.
Уходит на покой в 1960 году, поселившись в Вансе, на юго-востоке Франции, в департаменте Приморские Альпы на Лазурном берегу. Здесь он и умер 23 апреля 1972 года.
С 1952 года в Ямболе, родном городе Папазова, действует художественная галерея, носящая его имя. В центре города есть также улица, названная в честь художника.